# Ferencvárosi Sport Általános Iskola és Gimnázium
A Ferencvárosi Sport Általános Iskola És Gimnázium egy általános iskola és gimnázium Budapest IX. kerületében a Telepy utca és a Tűzoltó utca sarkán.

## Története
Az iskola telkét 1895-ben biztosították. Az épület 1898-ban készült el, ekkor indult az oktatás.
1914-ben hadikórházzá az épületet hadikórházzá alakították. Az iskola átköltözött a Tűzoltó utcai barakkokba. 1932-ben lett ismét iskola. Kezdetben a festő nevét viselte, majd fokozatosan kialakult sportos jellege és a 2010-es évekig mint Testnevelési Általános Iskola és Gimnázium működött, majd felvette jelenlegi nevét.

## Tulajdonságai
Az iskola a Telepy Károly festőművészről elnevezett és a Tűzoltó utca sarkán áll, rendes bejárata az utóbbi felől van. Alapvetően 3 szintes, de a pincét és a padlást is használják.
Az iskola szoros kapcsolatokat ápol sportegyesületekkel, de nem csak versenyszerűen sportoló fiatalok járnak bele. Az iskolában angol és német nyelvtanítás folyik.